# Anthonyiet
Het mineraal anthonyiet is een gehydrateerd secundair koperhalogenide met de chemische formule Cu(OH,Cl)2•3(H2O).

## Eigenschappen
Over het lavendelkleurige anthonyiet is vrij weinig gekend. Bijvoorbeeld, de gemiddelde dichtheid en streepkleur van het mineraal zijn vooralsnog niet bekend. Anthonyiet splijt duidelijk tot goed langs [100]. Het kristalstelsel is monoklien en het mineraal is niet radioactief. Anthonyiet vertoont lavendelkleurig tot diepblauw pleochroïsme. Onder de petrografische microscoop vertoont het mineraal een matig hoog optisch relief. 

## Naamgeving
Het mineraal anthonyiet werd in 1963 beschreven door S.A. Williams en vernoemd naar de Amerikaanse mineraloog John Williams Anthony (1920 - 1992). Anthony was als professor actief aan de Universiteit van Arizona te Tucson, Arizona.

## Voorkomen
De typelocatie van anthonyiet is de Centennialmijn in Calumet, Michigan. Andere vindplaatsten van anthonyiet zijn de Colemijn in Bisbee, Arizona en de plaats Villa Hermosa, Sonora, Mexico. Slakken van anthonyiet zijn gevonden in Richelsdorf, Hessen, Duitsland and Laurion, Griekenland.
Anthonyiet is als een omzettingsproduct van zuiver koper in basalt en ontstaat door de percolatie van chloorrijk grondwater en connaat water in breuken en barstjes.
Het mineraal wordt op de typelocatie aangetroffen in associatie met tremoliet, kwarts, epidoot, monaziet, zuiver koper, cupriet and paratacamiet.